# 崇母
崇母（白一平轉寫：dzr-）是中古漢語的一個聲母，屬齒音莊組，全濁聲母。
幾乎所有崇母字都是二等或三等字。

## 擬音
學界對崇母擬音分兩派，一派擬成捲脷音，擬成/dʐ/，一派擬成舌葉音，擬成/d͡ʒ/。然而對於其送氣性質並無一致意見，有的學者認爲是送氣音[dʐʱ]或[d͡ʒʱ]，也有的認爲是不送氣音[dʐ]或[d͡ʒ]，或者無所謂送氣或者平送仄不送等。不過，這個聲母在送氣不送氣方面，並沒有對立音位。
| 聲母 | 高本漢 | 李方桂 | 陸志韋 | 王力 | 周法高 | 李榮 | 邵榮芬 | 蒲立本 | 董同龢 | 鄭張尚芳 | 潘悟雲 | 《廣韻》字數 |
| ---- | ------ | ------ | ------ | ---- | ------ | ---- | ------ | ------ | ------ | -------- | ------ | ------------ |
| 崇   | dʐʱ    | dʐ     | dʒ     | dʒʱ  | dʐ     | dʒ   | dʒ     | dʐ     | dʒʱ    | dʒ       | dʐ     | 238          |

註：過往學界曾用逆撇號「ʻ」代表送氣音，後來國際語音學學會已規範以「ʱ」作爲濁音送氣符號，上表亦依規範統一。

## 現代方言、語言中的讀音
在南京音系中，崇母遇宕攝、假攝、效攝、江攝以及蟹攝二等、咸攝二等、山攝二等、止攝合口時，其拼音爲sh [ʂ]；其他為s [s]。這是南京型平翹現象之一。
在北京音系中，崇母平聲爲漢語拼音ch [ʈʂʰ]，仄聲多數為漢語拼音zh [ʈʂ]，少數（士事等）為漢語拼音sh [ʂ]。極少數（岑涔等）讀平舌音。

## 外部連結
崇母 （页面存档备份，存于）